# Opéra chinois

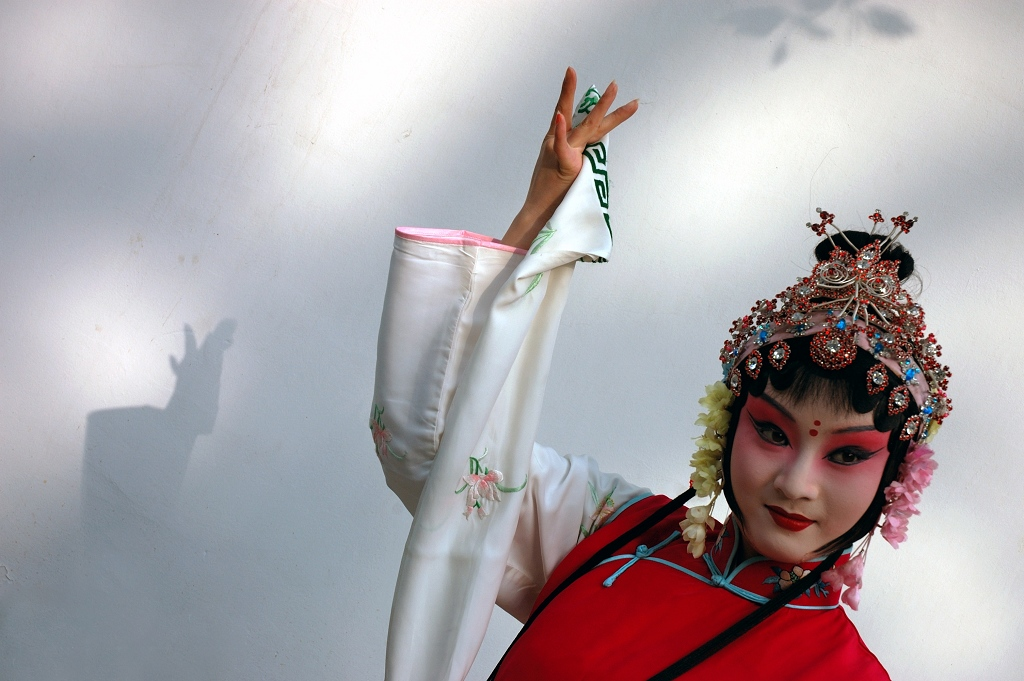
Personnage féminin (dan) de l'opéra kunqu.

Pour les articles homonymes, voir Opéra (homonymie).
L'opéra chinois ou théâtre chanté traditionnel chinois 戲曲 xìqǔ est synonyme de théâtre chinois jusqu'au XXe siècle. Le 話劇 huaju est le théâtre parlé d'inspiration occidentale introduit au XXe siècle. Il existe une troisième forme de spectacle théâtral populaire, le quyi 曲藝, l'art des conteurs, des chanteurs et des bateleurs qui a souvent inspiré le xiqu. Le terme de xiju 戲劇 désigne le théâtre en général (xiqu et huaju) ; il se divise en plusieurs formes principalement marquées par leur origine géographique ou culturelle. La langue ou le dialecte et la forme de la musique sont la caractéristique principale qui différencie ces différentes formes d'opéra.
Le cinéma chinois a adapté plusieurs opéras au format cinématographique, l'opéra chinois étant comme le cinéma une forme d'art partagée par les classes populaires et les classes les plus aisées. 

## Origines religieuses

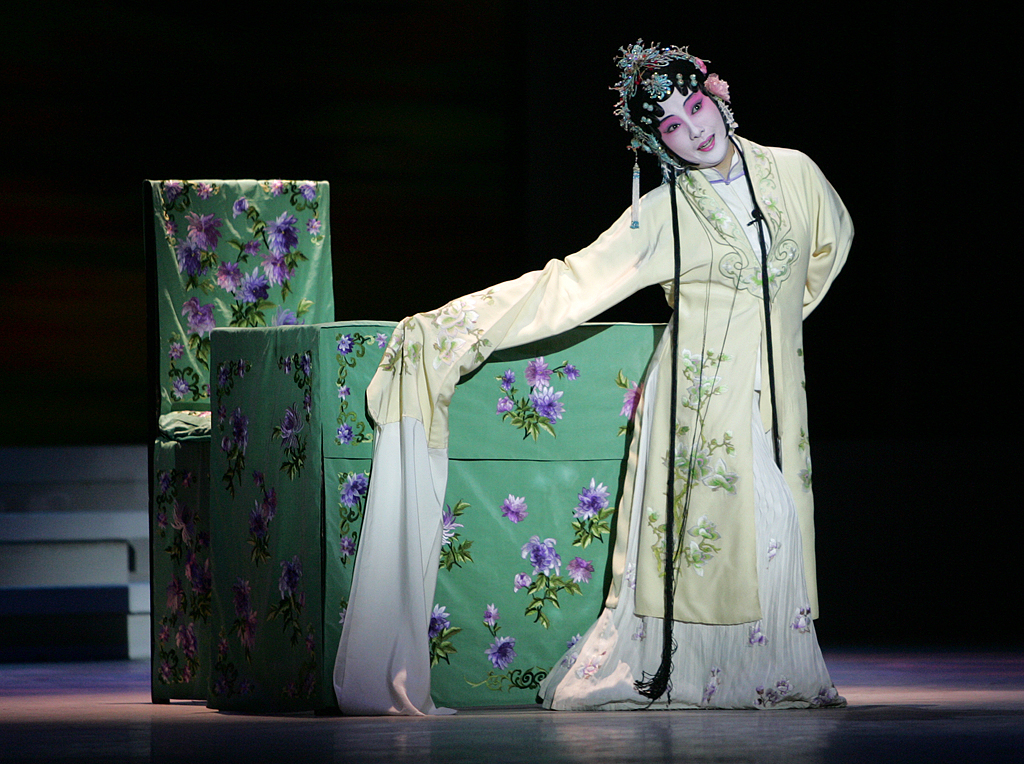
Costume d'opéra avec « manches aquatiques ».

Le théâtre est d'apparition relativement tardive en Chine (xiie siècle), comparativement au théâtre grec antique. Un espace public quasi inexistant alors, en raison d'un contrôle étroit de la vie sociale par l'État et de la défiance des penseurs pour l'art de la parole, peuvent expliquer ce phénomène.
Les plus lointaines origines du théâtre en Chine seraient les cultes médiumniques de l'Antiquité. Les chamanes (en chinois wu (en)) mettaient en œuvre chant et danse, qui sont restés associés dans le théâtre, au cours de la transe. L'ancienne graphie du caractère wu serait la représentation d'une danseuse aux longues manches, les « manches aquatiques (zh) » (shuixiu) du théâtre. D'anciennes formes théâtrales encore pratiquées à l'époque contemporaine, et dans lesquelles les acteurs sont des médiums, pourraient être la survivance de ces anciens cultes magico-religieux.
Avec l'apparition du théâtre, essentiellement profane, certaines pièces à caractère religieux étaient jouées à proximité des temples, dans le but d'attirer la protection des dieux ou encore avec une fonction d'exorcisme. Des survivances en ont existé jusque dans les années 1950 (avec des reprises parfois depuis les années 1980) : le saixi (赛戏) dans les provinces du Shaanxi et du Shanxi, le nuoxi, ou « théâtre d'expulsion des pestilences », dans la province de l'Anhui, le dixi (zh) (« opéra du terroir ») dans la province de Guizhou en sont des exemples. Dans le nuoxi ou le dixi, les acteurs portent des masques. L'île de Taïwan a aussi conservé d'anciennes formes d'exorcisme, faisant appel à des acteurs de théâtre. L'une d'elles est une danse mettant en scène le personnage de Zhong Kui, personnage que l'on trouve aussi dans une pièce religieuse du théâtre de Chaozhou (en).
Les représentations médiumniques ont été reprises sous forme de ballets, afin d'attirer le faste, à la cour ou chez les aristocrates. On en donnait déjà sous la dynasties Han, avec jongleurs et acrobates. Le théâtre a conservé ces ballets dansés en certaines occasions afin d'attirer la bonne fortune sur les acteurs et les spectateurs.
Comme de nombreuses professions, les acteurs honoraient un dieu, censé être à l'origine du théâtre. Ce dieu était généralement Laolangshen. Il a été assimilé à divers personnages : l'empereur Minghuang des Tang, fondateur du Jardin des poiriers (en) ou le dieu Erlang par exemple.

## Spectacles antérieurs au théâtre

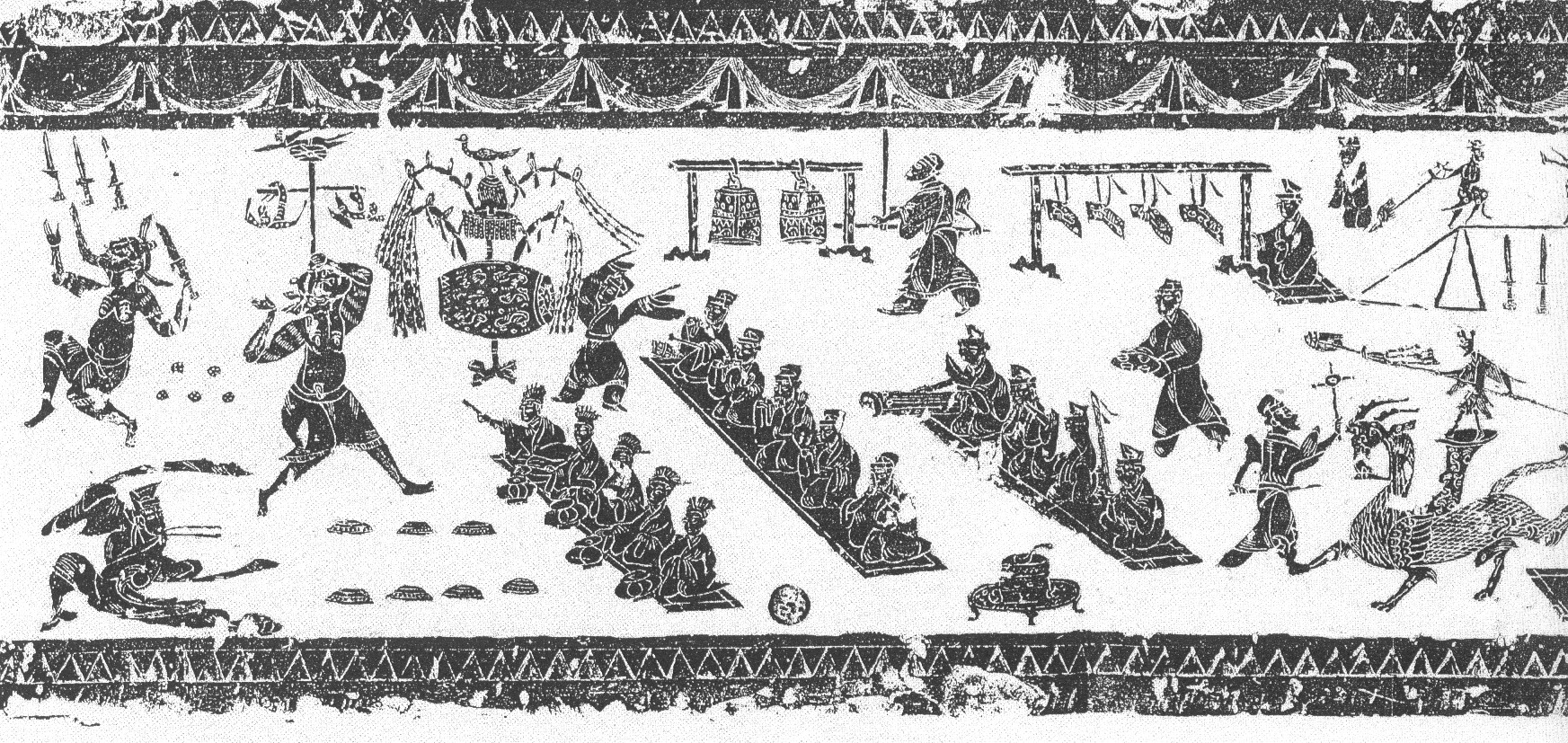
Jongleurs et bateleurs. Estampage d'une tombe de la dynastie Han.

Le théâtre en Chine naît véritablement sous la dynastie des Yuan (1279-1368). Différentes formes de spectacles existaient antérieurement. Le théâtre est une création originale, faisant la synthèse de ces spectacles.
Sous la dynastie Han avaient lieu des spectacles appelés les Cent Jeux (baixi). Il s'agissait de numéros de jonglerie, d'acrobatie, de maniement d'armes, de numéros équestres, etc. Des témoignages en sont restés sous forme de briques moulurées et de fresques retrouvées dans les tombes. Ils se sont perpétués dans le cirque chinois, et acrobatie et jonglerie font partie intégrante de l'opéra.

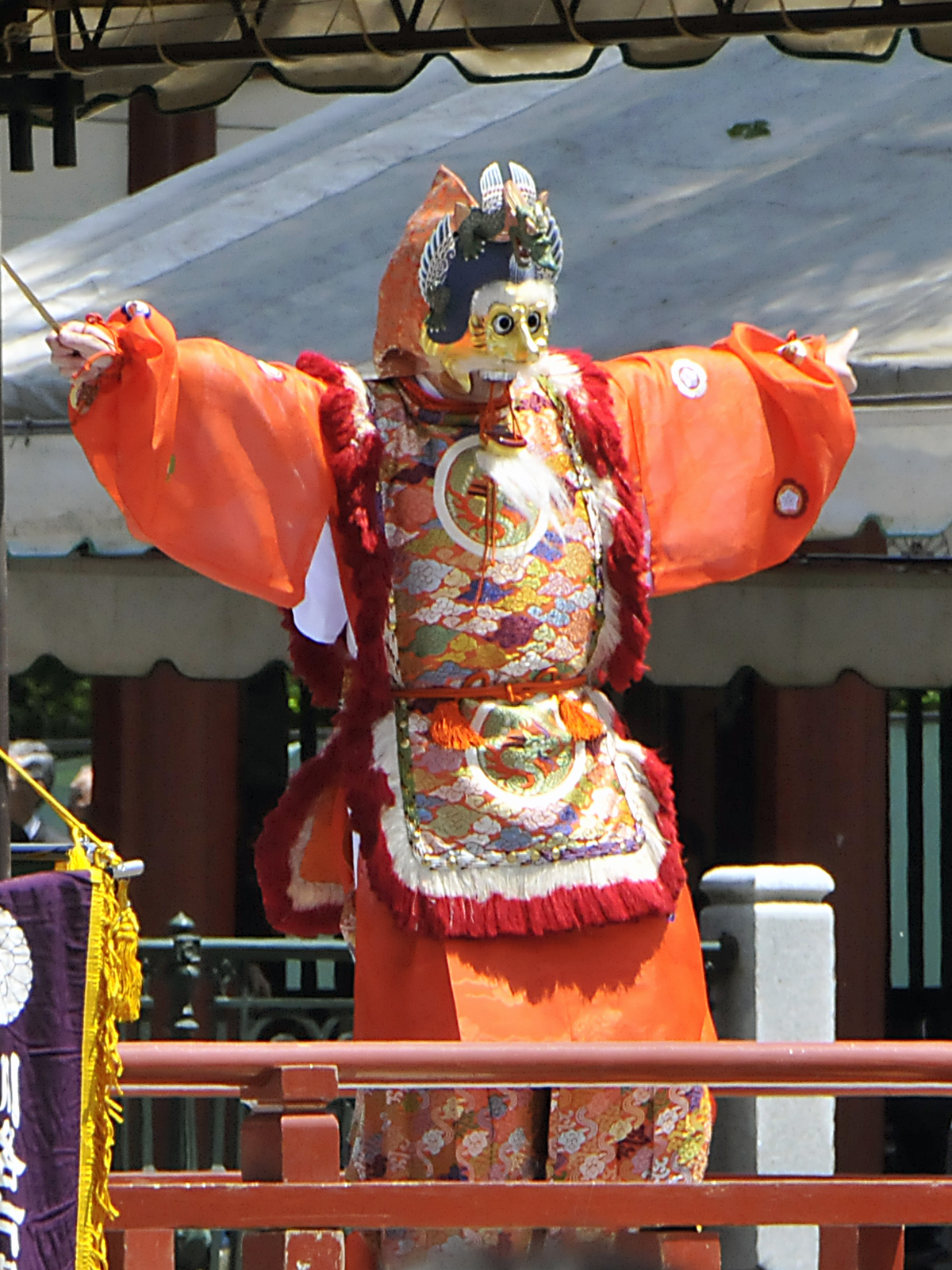
La danse du prince Lanling, au Japon, issue d'une danse de l'époque Tang.

Les danses de la dynastie Tang, venues d'Asie centrale, sont connues essentiellement par les danses du Japon qui en sont issues. Elles n'ont pas de caractère narratif et à cet égard ne sont pas une forme théâtrale. La danse du prince Lanling (zh), qui existe toujours au Japon, a cependant un intérêt particulier. Le danseur est masqué, ce qui s'est conservé dans l'opéra sous la forme du maquillage complexe des personnages violents et des généraux. Il porte une armure, semblable à celles des opéras. Il danse seul, ce n'est donc pas la représentation d'un combat, mais le but est d'exprimer les sentiments d'un guerrier. Ce genre de danse s'est transmis sous d'autres formes dans le théâtre, telle la danse qiba. Des danses datant de la dynastie Song ont sans doute aussi influencé le théâtre. Ainsi de la danse des Drapeaux, dont le procédé qui consiste à courir avec un grand drapeau pour évoquer le vent existe aussi au théâtre. D'autres danses de nature martiale de cette époque évoquent les ballets représentant les combats dans les opéras.
Des bouffons dans l'Antiquité faisaient partie de l'entourage des princes. Avec les personnages du répertoire comique des formes primitives du théâtre, ils ont sans doute eu une influence sur la formation du bouffon (chou), l'un des rôles types de l'opéra. Les plus anciennes représentations à destination du public, dans les villages, datent sans doute de la période des dynasties du Nord et du Sud (421-589). Ce sont des saynètes comiques, ou mimant des combats d'animaux, ou encore donnant lieu à des démonstrations d'art martial. Sous les Tang, les dialogues comiques sont appelés « pièces de l'Adjudant » (canjun xi 參軍戲) : ils font intervenir deux personnages, le canjun, une sorte de naïf, et un comparse, le canggu (« le Faucon »), qui lui joue des tours. Sous les Song, certains conteurs, les hesheng, œuvrant en duo, étaient sans doute spécialisés dans ce genre de dialogues. Le xiangsheng en est un héritage moderne.
La dynastie des Tang voit la fondation par l'empereur Xuanzong (712-755) d'une institution palatiale spécialisée dans l'organisation de spectacles musicaux et chorégraphiques, le Jardin des poiriers (en) ( 梨園líyuán) dans laquelle les comédiens ont par la suite vu l'origine de leur art en se désignant volontiers eux-mêmes comme disciples du Jardin des poiriers (梨園弟子 líyuán dìzi).
Les récits des conteurs, repris dans les nouvelles et romans, ont fourni son répertoire au théâtre : légendes bouddhiques, histoire de la Chine, histoire de fantôme, d'amour ou de brigands… Autre genre oral, les ballades, alternant passages chantés et passages récités, ont aussi influencé le théâtre. Les zhugongdiao (« ballades sur plusieurs modes ») sont apparus sous les Song. Après une suite d'airs sur un mode, un passage récité précédait une autre suite d'airs sur un autre mode. Cet enchaînement permettait de raconter de longues histoires, à la troisième personne, en évitant la monotonie. En passant de la troisième à la première personne, ce genre de ballades a été directement transposé au théâtre, musique et chant étant conservés. Les conteurs utilisaient sans doute des peintures et des silhouettes découpées projetées sous forme d'ombres pour illustrer leurs histoires. Le procédé a donné naissance au théâtre d'ombres et au théâtre de marionnettes. Le maquillage et les mouvements stylisés de l'opéra en ont hérité.

## Influences possibles de l'Inde
Outre la reprise d'éléments des spectacles antérieurs propres à la Chine, l'opéra chinois a sans doute aussi été influencé par d'autres cultures. De nombreux éléments du théâtre chinois sont présents en Inde : positions précises des doigts de la main (les mudra de la danse indienne), maquillage, rôle du tambour dans la musique, etc. Le point commun le plus important est celui de la répartition des personnages en catégories avec voix, mouvements et maquillage propres à chacune d'elles. Le nom chinois de ces catégories est d'ailleurs dans certains cas probablement une transcription de mots d'autres langues, dont le sanskrit.
Le bouddhisme est sans doute le véhicule de cette influence. Un répertoire bouddhique ancien existe dans le théâtre sanskrit. Ce répertoire n'a cependant en lui-même été que peu adapté : seule l'histoire de Maudgalyâyana (en chinois Mulian) a été reprise, et la pièce Sakuntala a peut-être influencé les pièces sentimentales du théâtre du Sud, souvent centrées sur la fidélité ou l'infidélité.

## Histoire du théâtre-opéra
À l'inverse des villes de la dynastie Tang, divisées en quartiers fermés la nuit, les capitales successives de la dynastie Song, Bianjing puis Lin'an, connaissent une intense vie nocturne. Dans les quartiers spécialisés dans les divertissements, conteurs, musiciens, bateleurs, chanteurs, etc., donnent les premiers spectacles payants, connus sous le nom générique de zaju (« spectacles variés »). Ces zaju incluaient de courtes pièces, sorte de sketches à caractère satirique. Les rôles étaient répartis entre quatre ou cinq personnages, dont les deux principaux, le moni, une sorte de naïf, et le fujing, un malin, rappellent les pièces de l'Adjudant des Tang. Des représentations officielles étaient aussi données à la cour.
Une autre forme théâtrale, appelée nanxi (« théâtre du Sud »), est née au xiie siècle dans le Sud, dans la région de Wenzhou (Zhejiang), avant de se développer dans celle de Hangzhou, puis de disparaître au profit du théâtre du Nord sous les Yuan. Seuls des extraits de ces pièces ont survécu.

### Dynastie Yuan: lezaju(théâtre du Nord)

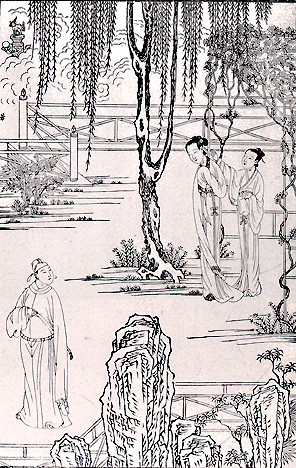
Illustration pour un zaju des Yuan, datant de la dynastie Ming (règne de Wanli (1572–1620)).

Le zaju apparaît sous les Yuan comme le premier vrai genre dramatique chinois. Il représente la tradition du Nord. Il est formé de la synthèse des spectacles des Song et des Jin (zaju des Song, yuanben 院本 et zhugongdiao des Jin). Il compte généralement quatre actes (appelés zhe, 折), éventuellement complétés par un acte supplémentaire (xiezi, « cheville ») placé au début ou entre deux actes. À chaque acte correspond une suite d'airs (qu) chantés sur un même mode, comme dans les zhugongdiao, alternant avec des passages parlés (bai). Les airs sont écrits par les dramaturges sur des mélodies préexistantes. Le plus souvent, seul le personnage principal masculin (zhengmo) ou féminin (zhengdan) est chargé du chant durant toute la pièce. Les autres types de personnages sont diverses catégories de personnages secondaires ainsi que des « méchants » (jing) et des clowns (chou). L'accompagnement musical est dévolu surtout aux instruments à cordes, en particulier au luth piriforme (pipa),.
Le théâtre sous la dynastie Yuan (1279–1368) est considéré comme la période la plus brillante du théâtre chinois. Cantonnés à des fonctions subalternes par les Mongols, les lettrés se sont tournés vers les genres en langue vulgaire dont le théâtre. En fréquentant le milieu du théâtre, les dramaturges de l'époque ont donné des pièces d'une exceptionnelle qualité tant littéraire que dramatique, et d'une grande variété de thèmes. Au rang des plus grands d'entre eux figurent Guan Hanqing (vers 1230-vers 1320), dont la pièce la plus connue est Le Ressentiment de Dou E, un drame judiciaire, Ma Zhiyuan (vers 1260-1325), Wang Shifu, auteur de L'Histoire du pavillon d'Occident, l'une des pièces sentimentales les plus fameuses du théâtre chinois, ou encore Bai Pu,.
On écrira des zaju durant les dynasties Ming et Qing, mais le genre est, après les Yuan, délaissé des comédiens et du public pour poursuivre une existence avant tout littéraire.

### Théâtre des Ming et des Qing
Le chuanqi 傳奇 est un genre dramatique (à ne pas confondre avec les nouvelles en chinois classique qui portent exactement le même nom) dont les caractéristiques formelles dérivent directement du nanxi et qui domina la scène jusqu'au milieu du XVIIIe siècle. Les premiers chuanqi au langage simple et direct, aux thèmes volontiers ouverts au folklore, laissèrent peu à peu place à des compositions plus raffinées. À partir du XVIe siècle, le chuanqi adopta les mélodies de Kunshan崑山 près de Suzhou 蘇州.
Le kunqu崑曲, kunqiang 崑腔 ou kunju崑劇 : le style musical de Kunshan fut si étroitement associé au chuanqi que les termes chuanqi et kunqu devinrent presque synonymes. De fait, bien des chefs-d'œuvre du chuanqi, dont la plupart de ceux qu'on représente encore aujourd'hui, le sont dans le style kunqu. La musique du kunqu se distingue par une certaine douceur (l'instrument qui domine l'orchestre est la flûte). Pourtant, à partir du milieu du XVIIIe siècle, l'écriture de plus en plus raffinée des pièces entraîne la perte du caractère dramatique, et avec elle, de l'intérêt du public qui se tourna vers des genres plus populaires, utilisant une prosodie plus simple et des mélodies plus rythmées.
À partir du XVIIIe siècle, de nombreux genres provinciaux apparaissent et rencontrent la faveur du public. Le plus fameux d'entre eux est l'opéra de Pékin qui adopta sa forme actuelle au milieu du XIXe siècle et connut sa plus grande popularité vers la fin des Qing (1644–1911).

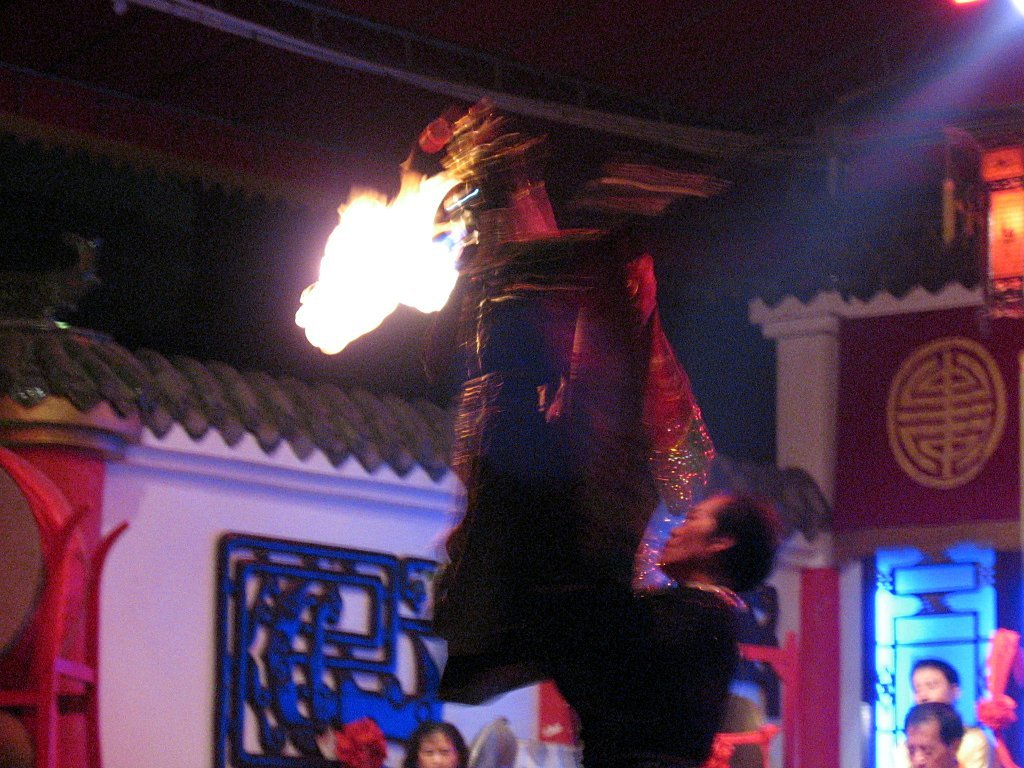
un cracheur de feu dans l'opéra du Sichuan.

Dans l'opéra de Pékin, les instruments traditionnels à cordes et à percussion fournissent un accompagnement rythmique marqué aux comédiens. Le jeu de scène est basé sur l'allusion : les gestes, les pas, tout le jeu d'expression corporel mime de façon conventionnelle des actions comme monter à cheval, sortir d'une maison, monter un escalier, ouvrir une porte ou manœuvrer un bateau. Les parties parlées sont divisées entre partie scandées et parlées simplement, la première étant souvent employée par les personnages sérieux et la seconde par les clowns mais cette distinction n'est pas absolue. Les rôles cependant sont strictement définis et un maquillage élaboré vient parfaire la définition des personnages de "visages peints" (hualian 花脸 ou jing 净) les plus célèbres permettant de reconnaitre sinon immédiatement qui est le personnage en question au moins s'il fait partie des héros ou des traîtres par un code coloré. Le répertoire de l'opéra de Pékin comprend plus de 1000 pièces pour la plupart issues de romans historiques à propos de conflits politiques ou militaires.

### Période républicaine: 1912-1949
Dans les théâtres traditionnels aucune pièce n'était présentée sans accompagnement de chant, dont les arias s'inspiraient de la poésie classique, seuls les dialogues parlés employant la langue courante. Des maquillages d'opéras multicolores recouvraient le visage des acteurs. Au tournant du XXe siècle, les étudiants chinois qui reviennent de l'étranger commencent à s'essayer au théâtre occidental. Suivant le Mouvement du 4 mai de 1919, un grand nombre de pièces occidentales furent représentées sur des scènes chinoises et certains dramaturges s'inspirèrent de 
l'écriture théâtrale de l'occident. Le plus connu d'entre eux est Cao Yu ; ses œuvres majeures comme L'Orage (雷雨), La plaine sauvage (原野) et L'Homme de Pékin (北京人) ont connu un large public en Chine. Dans les années 30, des productions théâtrales représentées par les troupes culturelles de l'Armée Rouge dans les zones contrôlées par les Communistes sont consciencieusement utilisées pour promouvoir leurs objectifs et leurs idéaux politiques. Dans les années 1940, les théâtres étaient parfaitement établis dans les bastions du Parti Communiste Chinois.

### Période Communiste et Moderne: 1919 à nos jours

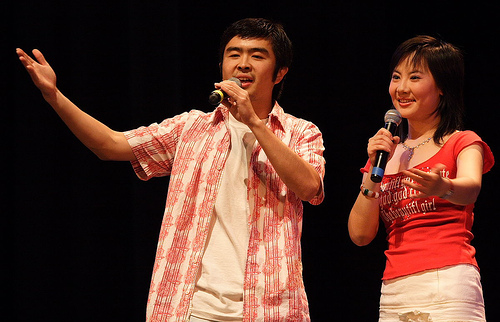
Costume informel dans l'opéra de Huangmei

Dans les premières années de la République populaire de Chine, le développement de l'opéra de Pékin était encouragé. Ainsi la réalisatrice Sun Weishi, de retour de Moscou, peut propager les idées de Constantin Stanislavski. De nombreux opéras nouveaux sur des thèmes modernes et historiques ont été écrits et les anciennes pièces continuaient d'être représentées. En tant qu'art populaire, l'opéra chinois a toujours été le premier à être affecté par les changements politiques et sociaux. Au milieu des années 1950 par exemple, il fut le premier à bénéficier de la Campagne des Cent Fleurs avec notamment la naissance de l'opéra Jilin. 
De la même manière, l'attaque de novembre 1965 contre Wu Han, le maire de Pékin, et sa pièce historique, La Destitution de Hai Rui, est l'annonce de la Révolution culturelle. Pendant cette période, la plupart des troupes furent dissoutes, acteurs et dramaturges furent poursuivis, et tous les opéras bannis exception faite pour les huit opéras modèles approuvés par Jiang Qing, la femme de Mao Zedong. Les pièces de style occidental était condamnées comme "drames morts" et "mauvaises herbes", et interdites de représentation. Après la chute de la Bande des Quatre en 1976, l'opéra de Pékin connut son renouveau et continua d'être une forme très populaire de divertissement aussi bien au théâtre qu'à la télévision.
Après la Révolution Culturelle, les anciens comme les nouveaux textes réapparurent. Toutes les pièces de Chine ou d'ailleurs révisées ou bannies furent réintégrées dans le répertoire national. Nombre de nouvelles pièces poussées à l'extrême limite des libertés créatives avaient été soit commandées soit condamnées suivant l'atmosphère politique. Une des plus encensées des nouvelles recrues de la dramaturgies chinoise du XXe siècle était Sha Yexin. Sa pièce controversée 'l'imposteur' qui traite assez rudement du favoritisme et des avantages accordés aux membres du parti fut représentée pour la première fois en 1979. Au début des années 1980, la pièce fut rondement critiquée par le secrétaire général du parti Hu Yaobang - la première intervention de l'État dans le domaine artistique depuis la révolution culturelle. Dans la campagne contre le libéralisme bourgeois en 1981 et la campagne contre la pollution spirituelle de 1983 Sha Yexin et son travail furent à nouveau critiqués. Malgré tout, Sha continua d'écrire pour la scène et de défendre ses œuvres dans la presse. À la fin de l'année 1985, Sha Yexin fut accepté au Parti Communiste Chinois et nommé chef du Théâtre de l'Art Populaire à Shanghaï où il continua de produire un théâtre de controverse. Depuis cependant il est retombé en défaveur.

## Rôles
Il existe dans l'opéra chinois des « catégories de rôles » (en chinois (行当 / 行當, hángdang) comparables à nos type de « jeune premier », « confidente », « bouffon », « vieillard amoureux » ou « mari trompé » que l'on trouve parmi d'autres dans les dramaturgies occidentales.
- le sheng (生) : les rôles masculins ni jing ni chou dont font partie les xiao sheng (小生), les hommes jeunes, les laosheng (老生) ou xusheng (须生 / 須生), les vieillards et hommes mûrs, les wusheng (武生) les hommes martiaux et les wawasheng (娃娃生, « bébé ou enfant ») pour les enfants. Le hong sheng (红生 / 紅生, « homme rouge ») désigne uniquement le rôle de Guan Yu et le housheng (猴生, « homme singe ») désigne le rôle de Sun Wukong le Roi-Singe.
- la dan (旦) : les rôles féminins qui ne sont pas des chou, dont font également partie les huadan (花旦), les soubrettes, les qingyi (青衣), les femmes sérieuses ou tragiques, les laodan (老旦), les vieilles femmes et les daomadan (刀马旦 / 刀馬旦, dāomǎdàn) les femmes martiales.
- le jing (净 / 淨) ou hualian (花脸 / 花臉) : les rôles de "visages peints", les personnages au caractère fort ou emporté. Les couleurs et les apparences générales des maquillages sont plus ou moins standardisés au fil du temps et donnent des informations assez précises sur l'identité du "visage peint" : le blanc est toujours un traître, le Dieu de la mort possède souvent un Yin-Yang sur le front et un teint noir, etc.

## Différentes formes théâtrales
- Le nanxi 南戲 (appelé aussi Xiwen 戲文 ou Wenzhou zaju 溫州雜劇) se distingue du zaju des Yuan tant par son lieu d'origine (le sud-est de la Chine) que par ses caractéristiques formelles : nombre d'actes (appelés ici des chu) illimité -et les pièces nanxi peuvent être parfois fort longues- possibilité est laissée à tous les acteurs de chanter, usage du ci et des mélodies du sud, etc. Des auteurs chinois modernes voudraient voir dans le nanxi un genre apparu sous les Song du Sud, donc avant les zaju des Yuan, mais cette ancienneté demeure problématique puisque tous les textes transmis datent des Ming. En tout cas, même s'il n'est pas la forme la plus ancienne, le nanxi finit par s'imposer en évoluant dans la forme du chuanqi (voir ci-dessous) qui devient la forme vedette du début des Ming au milieu des Qing.
- Le Jingqiang 京腔 « musique de la capitale ». Ce genre du XVIIIe siècle n'est pas encore notre actuel Opéra de Pékin mais il s'agissait probablement d'un mélange de kunqu et de Yiyang qiang.
- Le Luantan 亂彈 « cordes pincées en désordre ». Le terme à l'origine péjoratif désigne un nouveau style musical qui devait s'imposer peu à peu au cours du XVIIIe siècle. Depuis le théâtre des Yuan jusqu'au Kunqu et le Yiyang qiang inclus, la musique des opéras reposait sur le système dit des "suites de timbres", en chinois qupai liantao ti 曲牌聯套體 : l'auteur de la pièce choisissait dans un répertoire strictement réglementé des suites d'airs sur un même mode, celle qui selon lui correspondait le mieux à la tonalité du drame. À côté de ces genres raffinés au style strictement codifié apparurent divers Opéras Locaux ou difangxi 地方戲, genre beaucoup moins sophistiqué, à la musique souvent fondée sur un nombre réduit de chansons en vers réguliers. L'expression dramatique, dans ces genres, ne reposait plus sur l'art subtil d'agencer des suites de mélodies, mais sur des modifications du rythme d'un même air (ou groupe d'airs). Cela s'appelle banshi bianhua ti 板式變化體 "système à variations rythmiques". C'est alors que le rôle des percussions devint plus important.
- La différenciation entre yabu 雅部 et huabu 花部 en usage à Yangzhou (un des principaux centres du théâtre chinois au XVIIIe siècle) visait à différencier la "partie noble", yabu, le théâtre élégant, c'est-à-dire de style kunqu, de la "partie ornée" huabu autrement dit les genres musicaux des « cordes pincées en désordre ». Ce sont les derniers qui finiront par être les plus à la mode.

## Six principales formes

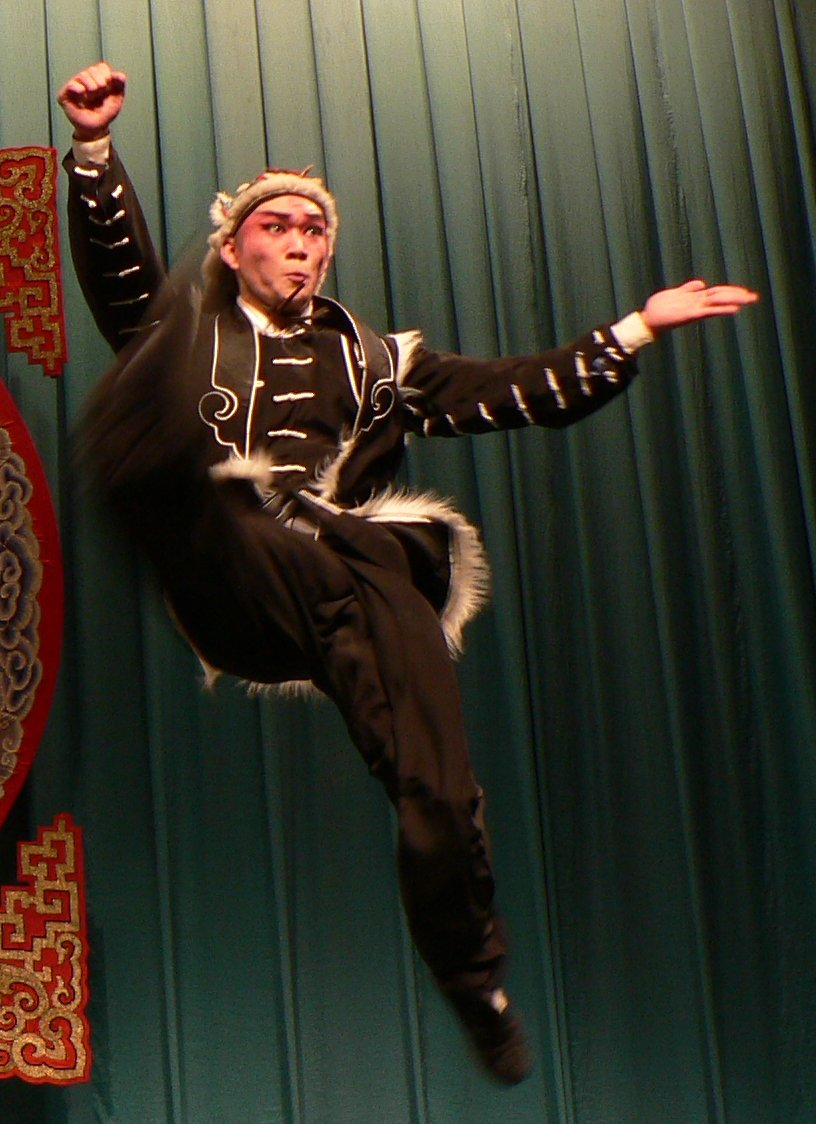
un comédien grimé en Roi-Singe accomplissant un exercice martial

Les six principales formes (中國六大劇種, 6 grandes sortes d'opéra chinois) sont :
- L'opéra de Pékin (京劇 jīngjù) ;
- L'opéra du Shaanxi, appelé qingqiang (秦腔 qínqiāng) de la province du Shaanxi ;
- L'opéra du Nord et Nord-Est de la Chine (評劇 píngjù)
- L'opéra du Henan (豫劇 yùjù)
- L'opéra Shaoxing (越劇 yuèjù) du Zhejiang, Jiangsu et Shanghai.
- L'opéra d'Anhui (黃梅戲 huángméixì).

## Opéras locaux

### Gaoqiang
Le gaoqiang un style musical utilisé dans certains genres populaires du sud. Ses principales caractéristiques sont l’accompagnement du chant par des percussions et la présence d'un chœur. Les instruments à cordes et à vent ne servent qu'à faire la transition entre les parties chantées. Le chœur reprend la fin des mélodies. La présence du chœur est peut-être un héritage d'un genre remontant à la fin du xiie siècle : les pièces étaient mimées par des acteurs, le texte étant dévolu à des chanteurs que des musiciens accompagnaient. Le shuanghuang (zh) est une forme moderne de ce dernier genre.
Le nanxi (« théâtre du Sud ») aurait d'abord donné naissance au yiyangqiang (zh), lequel aurait ensuite donné naissance au gaoqiang dans le Jiangxi, avant que d'autres opéras locaux en fassent aussi usage. Le gaoqiang était le style le plus répandu dans le Sud avant l'apparition du kunqu et du pihuang.
Le Yiyang qiang 弋陽腔. Comme les mélodies de Kun, la musique de Yiyang (au Jiangxi) est un système à « suites de timbres » avec des séries chantées en vers irréguliers (qu). Il se différencie du kunqu par sa composition orchestrale originellement à base de percussion puis laissant entrer peu à peu des cordes. Un autre trait distinctif est l'emploi d'un chœur pour « aider au chant » (bangqiang 帮腔) du soliste. Le Yiyangqiang, plus rustique et moins sophistiqué que le kunqu, fut un des premiers concurrents de celui-ci à la capitale au XVIIIe siècle[réf. nécessaire].
Le ganju (zh), genre d'opéra du Jiangxi et du Hunan, avait encore à son répertoire au xxe siècle des pièces en yinyangqiang et l'opéra du Sichuan des pièces chantées en gaoqiang. Dans le Fujian, deux anciens genres, le pingjiang, un genre populaire, et le Rulinban, un genre lettré, utilisaient le gaoqiang. Ils ont ensuite fusionné avec d'autres formes introduites par les fonctionnaires nommés sur place pour donner le fuzhouxi. Dans le Hubei, le Chuju (zh) (楚剧, « théâtre [de la région] de Chu »), issu des campagnes et appelé avant 1926 « théâtre pour tambour fleuri » (huaguxi 花鼓戏 / 花鼓戲) utilise une variante du gaoqiang, le qinxi. Dans le Hunan, le répertoire comprend des séries de pièces (Hantai benxi) chantées en gaoqiang, dont la représentation nécessite plusieurs jours. D'autres opéras locaux, où l'on trouve du chant non accompagné de musique et repris par un chœur, ont été influencés par le gaoqiang : à Canton, à Chaozhou, ou dans l'île de Hainan. L'opéra hunanais (Xiangju 湘剧) dérive aussi du gaoqiang.[réf. nécessaire]

### Hebei bangzi
Le Hebei bangzi est un des genres les plus importants de Chine du nord, appartenant à l'ensemble plus vaste des genres
dont la musique se rattache au système musical du Bangziqiang. 

### Hanju
L'opéra Hanju (漢劇) comporte trois sous styles :
- Hubei (湖北 húběi) originaire de la province de Hubei
- Kejia (客家 kèjiā), est un style de la minorité des Hakkas, chanté en mandarin, mais avec un fort accent hakka.
- Shannan (陝南 shǎnnán)

### Huaguxi
Le Huaguxi (花鼓戲 huāgǔxì) opéra des fleurs et tambours est un opéra originaire de la province de Hunan, également joué dans les provinces de Hubei, Anhui et Guangdong.

### Jingju
L'un des plus connus est l'Opéra de Pékin (京劇 jīngjù), venant de la capitale de ce pays, il est aussi parfois appelé opéra national (國劇 guójù).

### Kunju ou Kunqu
L'Opéra Kunju (崑劇 kūnjù) plus généralement appelé kunqu (崑曲 kūnqǔ), originaire, sous la dynastie des Ming (1368-1644), de la province du Jiangsu il est aussi joué dans les provinces du Anhui ou du Zhejiang. Cette forme d'opéra est inspirée du Kunshanqiang développé dans la même région. Cette forme inspira l'opéra de Pékin (京劇 jingju).

### Liyuanxi
Le Liyuanxi de la province du Fujian

### Lüju
Le Lüju (呂劇 lǚjù) de la province du Shandong

### Pingju
Le Pingju dans le nord-est.

### Puju
Le Puju dans la province du Shanxi,

### Opéra de Shaoxing (Yueju)
Le Yueju (越劇, yuèjù) ou Opéra de Shaoxing, répandu à Shanghai et dans les provinces du Zhejiang et Jiangsu.

### Opéra cantonais (Yueju)
Le Yueju (粤劇, yuèjù) ou Opéra cantonais, à Canton, Hong Kong et Macao, et dans beaucoup de communautés de Chinois d'outre-mer.

### Opéra du Shanxi
Le jinju (zh), appelé aussi opéra de Shanxi, est joué principalement dans la province du Shanxi, ainsi qu'en Mongolie-Intérieure et dans le Hebei.

## Lieux de représentation
Les troupes jouaient le plus souvent, en dehors des grandes villes, lors des fêtes données pour une divinité. À cette occasion, une scène provisoire était dressée en face du temple, et démontée une fois la représentation finie. Seuls certains des plus grands temples possédaient une scène permanente. Dans les grandes villes, existaient aussi des endroits (les wasi) où l'on donnaient différents spectacles, dont des opéras. Ces lieux ont existé jusqu'à l'époque moderne. Le Grand Monde (en) de Shanghai en est un exemple. Des théâtres commerciaux ont existé entre la fin du xie siècle et le début du xve siècle. Les riches familles faisaient jouer des troupes pour des occasions privées. Certaines de ces familles avaient une scène permanente dans leur parc. Les palais impériaux avaient aussi leurs théâtres. Dans tous ces lieux, le théâtre n'était constitué que d'une scène. Les premiers bâtiments fermés à faire office de théâtre sont à partir de la fin du xviie siècle les maisons de thé, lesquelles sont par la suite devenues des théâtres à part entière.
Danse, acrobatie et scènes de combat étant des éléments faisant partie intégrante de l'opéra, il n'y a pas de décor, pour ne pas gêner les acteurs. En outre beaucoup de troupes étaient itinérantes jusqu'au xviiie siècle et le transport des décors aurait fait difficulté. Aussi ce sont la table et les chaises qui tiennent lieu de décor. Par exemple deux tables se faisant face indiquent un banquet, deux tables perpendiculaires qu'il fait nuit. Une personne dans la troupe était spécialement affectée au placements des tables et des chaises pendant les représentations.